# Orihime-jinja
 (mai 2025).
Si vous disposez d'ouvrages ou d'articles de référence ou si vous connaissez des sites web de qualité traitant du thème abordé ici, merci de compléter l'article en donnant les références utiles à sa vérifiabilité et en les liant à la section « Notes et références ».
Le Orihime-jinja (織姫神社, orihimejinja) est un sanctuaire shintô de la ville d'Ashikaga, préfecture de Tochigi.